# Sunshine 60 Building
Sunshine 60 Building – wieżowiec w tokijskiej dzielnicy Toshima, w Japonii, o wysokości 240 m. Budynek został otwarty w 1978, posiada 60 kondygnacji.